# Fractie (politiek)

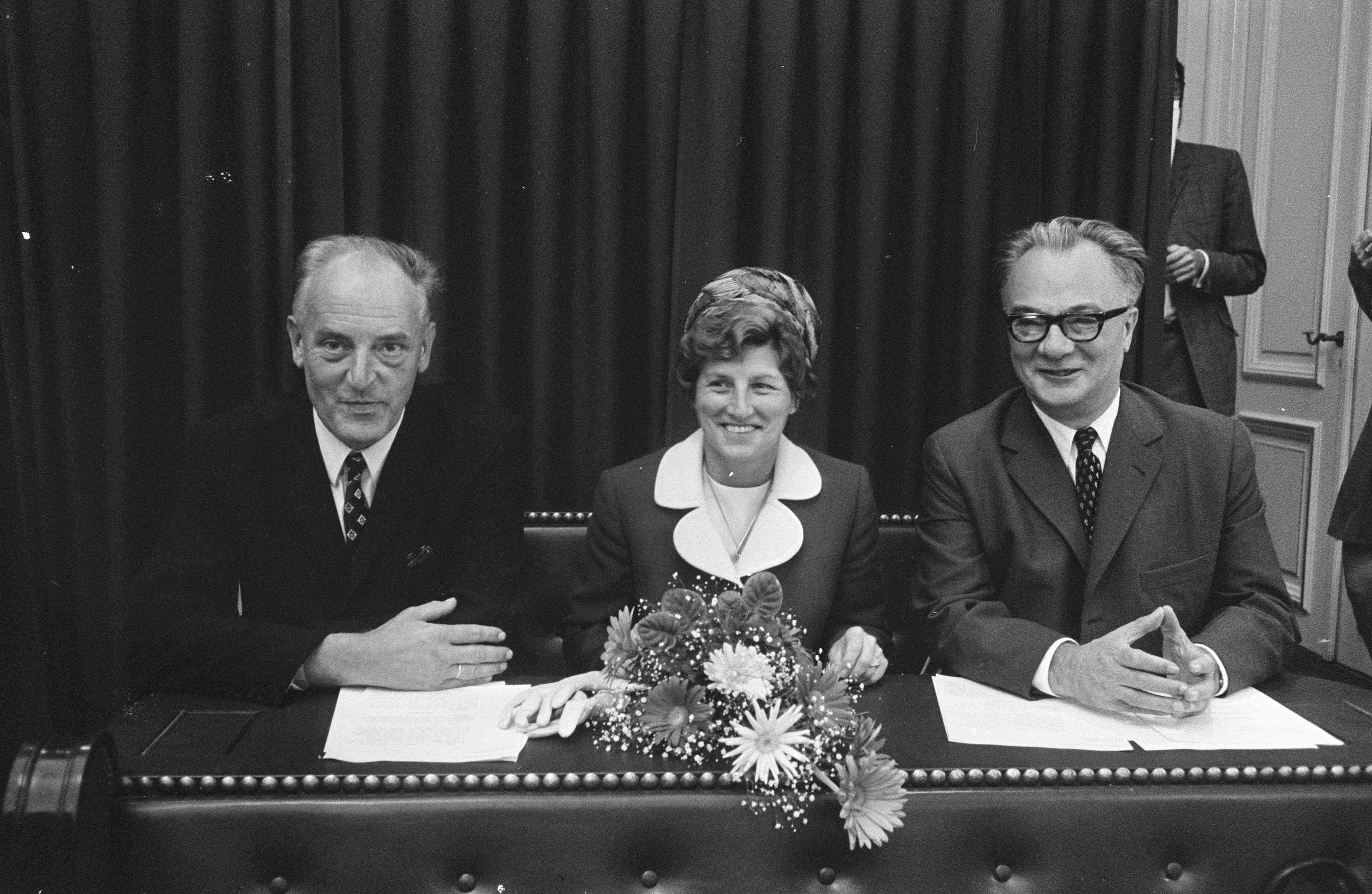
Leden van Groep Goedhart een fractie in de tweede kamer

Een fractie is een deel van een gekozen volksvertegenwoordigend orgaan, in jargon het gremium genoemd, dat tot een en dezelfde politieke partij of stroming behoort (bijvoorbeeld alle leden van één politieke partij in de gemeenteraad of het parlement). Het woord fractie komt uit het Latijn (frangere, breken).
Fractie dient niet te worden verward met factie.
Bijna alle landen met een democratisch bestel kennen in hun verkozen raden fracties of vergelijkbare groeperingen.
Fracties bestaan vaak behalve uit de gekozen volksvertegenwoordigers ook uit een fractiebureau, waarin fractiemedewerkers de gekozen leden van de fractie ondersteunen.

## Nut van fracties
Een fractie is eigenlijk niet anders dan een afspraak tussen mensen die een politiek ambt bekleden. Met elkaar wordt afgesproken gezamenlijk op te trekken, het werk te verdelen en discussie te voeren. Het is bijvoorbeeld voor één volksvertegenwoordiger heel lastig om een hele regering te controleren. Met een paar verwante zielen kan het werk verdeeld worden; de een doet buitenlands beleid, de ander doet onderwijs en een derde zorgbeleid.
Ook zijn fracties een manier om de politieke besluitvorming te vergemakkelijken. Als er binnen fracties is afgesproken om in principe bij stemmingen gelijk te stemmen, dan kan een parlement dat bestaat uit een aantal fracties vrij snel tot overeenstemming komen. 
Een besluit kan vaak makkelijker genomen worden omdat er slechts een compromis nodig is tussen de standpunten van een klein aantal fracties, in plaats van tussen alle individuele parlementsleden.

## Nadelen van fracties
Fracties vergaderen meestal niet in de openbaarheid, in tegenstelling tot het bestuurslichaam waarin ze zitting hebben. Zo kunnen politieke stellingen al betrokken worden voordat het openbaar debat in een parlement is gevoerd. Dit wordt ook wel een onderdeel van achterkamertjespolitiek genoemd. Een fractie heeft na intern beraad een positie ingenomen en is dan vaak niet meer in staat water bij de wijn te doen, omdat bijvoorbeeld het compromis in de fractie al heel veel moeite had gekost.
Als een fractie niet in staat is een intern compromis te bereiken kan dat ook voor politieke onrust zorgen. Zo kunnen mensen vanwege meningsverschillen uit een fractie gezet worden, of kunnen fractieleden de fractiediscipline breken (ze stemmen anders dan de fractie heeft afgesproken te stemmen).
Soms wordt wel afgesproken dat fractiediscipline niet geldt en dat fractieleden vrij zijn om voor of tegen een voorstel te stemmen. Maar als gelijke stemmen cruciaal zijn voor het vinden van een meerderheid kan een enkeling die anders stemt voor grote opschudding zorgen. Een voorbeeld hiervan uit de Nederlandse parlementaire geschiedenis is de Nacht van Wiegel.

## Fracties in Nederland
Anders dan bijvoorbeeld begrippen als politieke partij en kieslijst komt het begrip fractie niet in de Nederlandse staats- en bestuursrechtelijke wetgeving voor.
Op nationaal niveau zijn meestal de Tweede Kamerfracties van de partijen die de coalitie vormen, de fracties die de regering steunen. Ook komt het voor dat fracties die niet bij de coalitie behoren, gedoogsteun leveren.

## Fracties in Duitsland

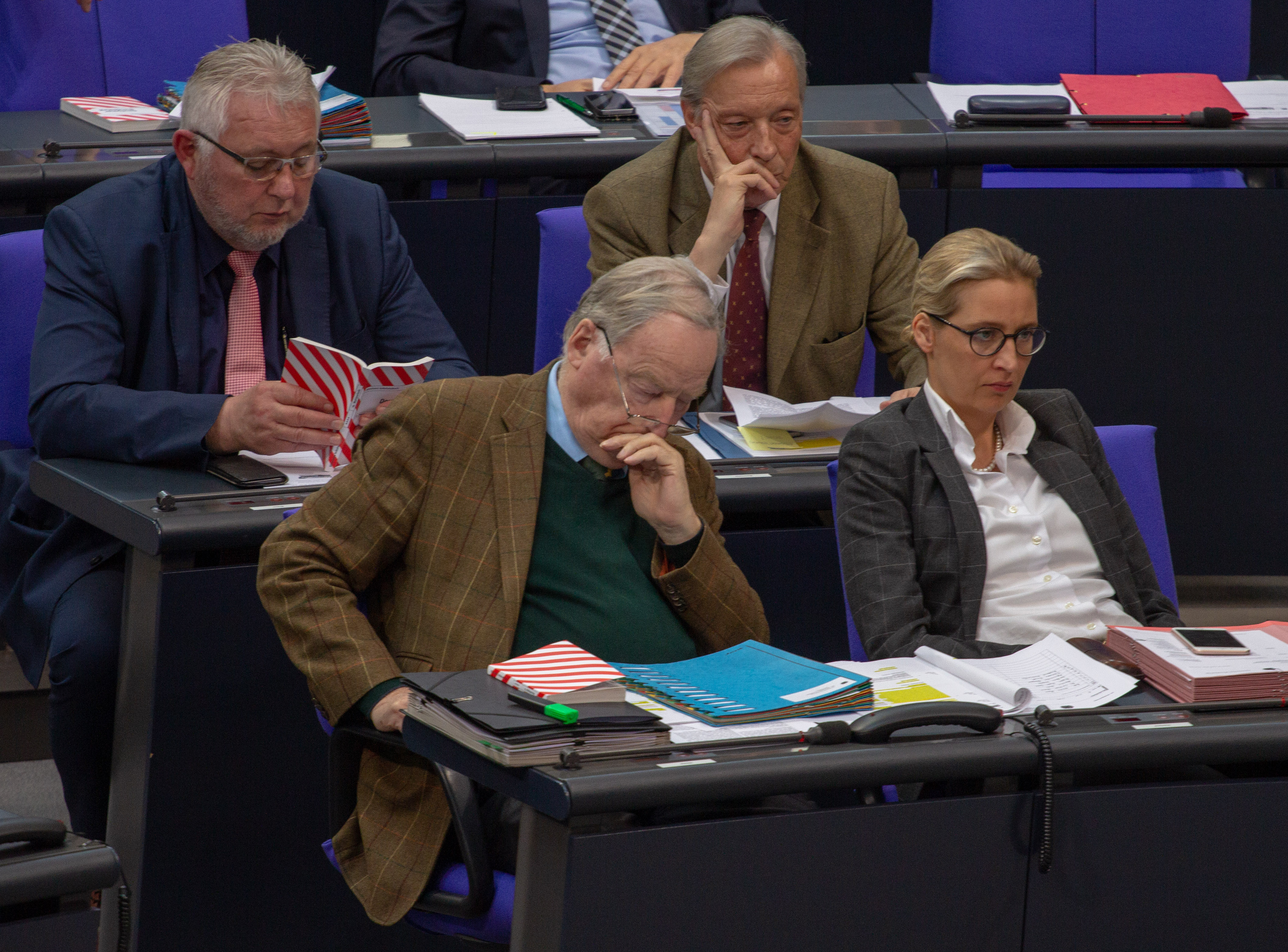
De fractie van de AfD

De eerste Duitse parlementen zijn ontstaan in de enkele Duitse staten in de 19e eeuw. Het duurde een tijd totdat er fracties ontstonden, zij het onder uitdrukkingen zoals 'groep', en dat ze in de reglementen van de parlementen werden opgenomen.
Het eerste Duitse parlement voor geheel Duitsland was de Duitse Nationale Vergadering, die in 1848/1849 in Frankfurt vergaderde. Eerdere historici vonden dat de fracties in de Vergadering nogal weinig betekenis hadden, vaak wisselden en ook weinig fractiediscipline kenden. Uit later onderzoek bleek dat de fracties al gauw ontstonden, goed georganiseerd waren en al met huidige fracties vergelijkbaar waren. De fracties hadden hun naam naar de restaurants waar de afgevaardigden bij elkaar kwamen; bijvoorbeeld was 'Casino' de naam van de grootste fractie, de rechts-liberale.
In 1867 werd de Noord-Duitse Bond als eerste (na het Rijk van 1848/1849) federale staat opgericht. In 1871 werd uit de Bond het Duitse Rijk. In het parlement, de Rijksdag, waren de afgevaardigden in fracties verdeeld. Partijen waren aan het begin vooral bezig in verkiezingstijd maar ontwikkelden zich in de loop der decennia tot de organisaties zoals ze nu zijn bekend. De traditie van deze partijen en fracties zette zich voort ook ná 1918 en in zekere mate ook ná 1945.
De fracties in de Duitse bondsdag bestaan op basis van een wet over de afgevaardigden en van het reglement van de Bondsdag. Een fractie moet ten minste vijf procent van de leden van de Bondsdag verenigen. Voor de groepsstatus zijn er minimaal drie leden van de Bondsdag nodig. De overige afgevaardigden heten fraktionslose Abgeordnete.
In de Bondsdag mogen ook meerdere partijen één gezamenlijke fractie vormen. Het bekendste voorbeeld is de CDU/CSU. Dit mag echter alleen als de partijen in kwestie tijdens de verkiezingen geen concurrenten van elkaar zijn geweest. De CSU treedt alleen in Beieren op, de CDU in de overige deelstaten.

## Fracties in Spanje
In Spanje zijn er, naast de kiesdrempel voor de verschillende vertegenwoordigende organen, ook minimale vereisten aan fracties (Grupos parlamentarios). Indien partijen wel vertegenwoordigd zijn, maar niet groot genoeg voor een eigen fractie, gaan ze met andere partijen een samenwerkingsverband aan om zo'n grupo parlamentario te vormen. Voorbeelden hiervan in het nationale congres zijn de vaak voorkomende samenwerkingsverbanden van kleine linkse partijen of van nationalistische Catalaanse partijen. Partijen die ook in die fracties geen plaats vinden, gaan deel uitmaken van de grupo mixto, een gemengde fractie.
De fracties zijn de eenheid waarbinnen het parlementaire werk wordt verdeeld, zoals de minimale vertegenwoordiging die aanwezig dient te zijn tijdens een reces in geval van bijzondere zittingen of de vertegenwoordiging in parlementaire commissies.